# Polycrate d'Athènes
Pour les articles homonymes, voir Polycrate.
Polycrate (en grec ancien Πολυκράτης) est un rhéteur et sophiste grec, maître du grammairien Zoïle d’Amphipolis.

## Notice biographique
Entre 393 et 385 av. J.-C., Polycrate publie un pamphlet intitulé Accusation de Socrate, attaquant Socrate, philosophe adversaire des sophistes, sur le plan politique ; le disciple de Socrate qu'était Xénophon y répondit dans ses Mémorables. Il se fit également l’ennemi de Philénis de Samos, qu’il condamnait pour ses mœurs après la publication d'un manuel de sexe sous son nom. Le poète Eschrion, défenseur de Philénis, attribua la paternité du livre à Polycrate lui-même. 